# ریزور ۱۹۱۱

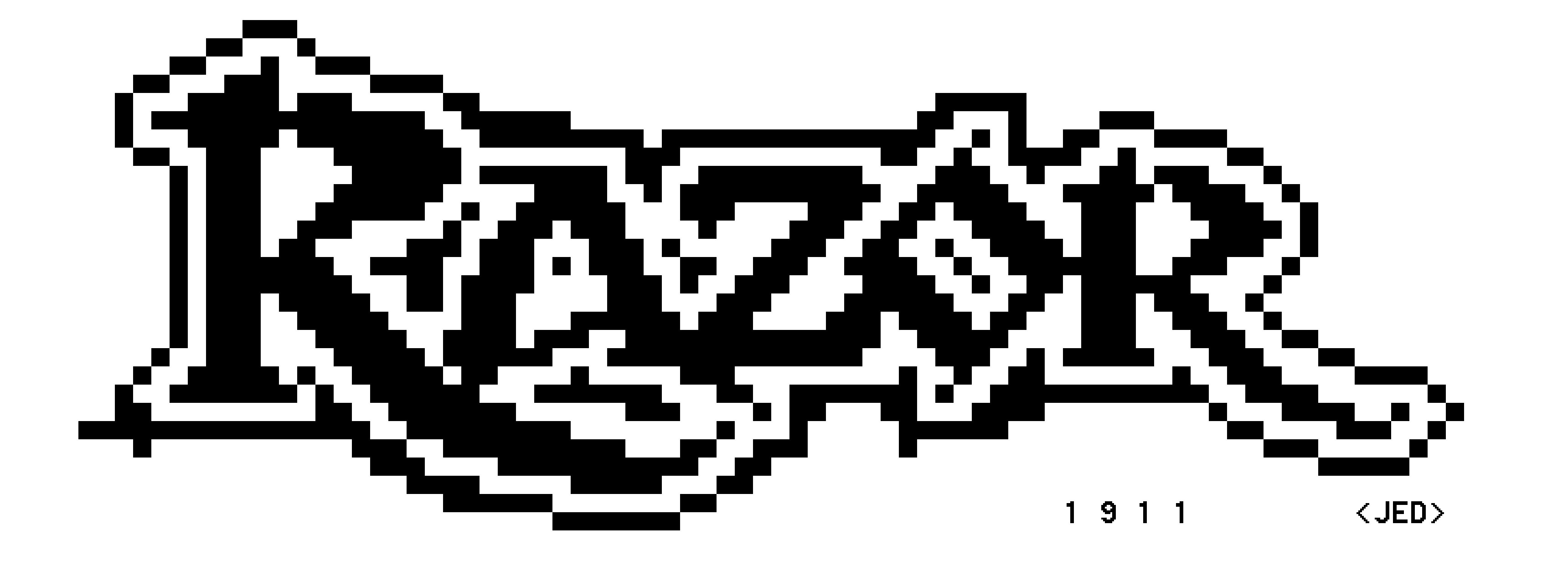
ریزور ۱۹۱۱

ریزر ۱۹۱۱ (rzr)یک ورز و demogroup است که در سال ۱۹۸۵ در نروژ تأسیس شد. طبق گفته وزارت دادگستری آمریکا، ریزر ۱۹۱۱ قدیمی‌ترین گروه کرک نرم‌افزار است که هنوز در اینترنت فعال است.

## تاریخچه
این گروه به عنوان ریزر ۲۹۹۲ توسط Doctor No, Insane TTM و Sector9 در نروژ در اکتبر ۱۹۸۵ بنا شد به عنوان یک گروه کرک نرم‌افزار کومودو۶۴. کمی بعد از آن از ۲۹۹۲ تا ۱۹۱۱ تغییر کردند که در دستگاه اعداد پایه ۱۶ به معنای ۷۷۷ تبدیل شد.
بین سال‌های ۱۹۸۷ و ۱۹۸۸، این گروه شروع به دور شدن از کومودور ۶۴ کرد و به پلت فرم سخت‌افزار جدید، coding demos و بازی‌ها برای the Amiga تبدیل شد. در اوایل دهه ۱۹۹۰، ریزر ۱۹۱۱، به عنوان یک گروه کرک برداشته شد، اما همچنان به انتشار دمو و موسیقی ادامه داد.

## بازگشت
در ۲۲ ژوئن ۲۰۰۶، ریزر 1911 شروع به انتشار بازی‌ها کرد. آن‌ها از آن زمان تا کنون به‌طور مداوم بازی‌ها را منتشرد کرده‌اند و تا سال ۲۰۱۰ از جمله گروه‌هایی هستند که نشر جدید را آغاز کرده‌اند.
در ۲۲ آوریل ۲۰۱۱، بخش نمایشی ریزر ۱۹۱۱ جایزه انتخاب عمومی را در طی مراسم اهدای جوایز Scene.org برای ۶۴ k برنده شد.

## Dycus
Dycus یکی از اعضای ریزر ۱۹۱۱ بود و در سال ۲۰۱۲ در اثر سرطان درگذشت.